# Botngård
Bjugn (anteriormente, Botngård) es una localidad situada en el municipio de Ørland, en la provincia de Trøndelag, Noruega. Tiene una población estimada, a inicios de 2021, de 1343 habitantes.
Está ubicada en la parte central del país, cerca del fiordo de Trondheim y de la costa del mar de Noruega.